# ヴァルミー
ヴァルミー（Valmy）は、フランスのマルヌ県のコミューンの1つ。

## 地理
パリとヴェルダンの間、アルゴンヌの西側面に位置している。

## 歴史
1792年9月20日にヴァルミーの戦いが行われた。非常に大きな戦列艦が建造され、この戦いの後にヴァルミーと名付けられた。